# 深江芦舟
深江 芦舟（ふかえ ろしゅう、別表記：深江 蘆舟、1699年（元禄9年）- 1757年5月25日（宝暦7年4月8日））は、江戸時代中期の画家である。名は庄六。別号に青白堂。

## 経歴・人物
京都銀座の商人筆頭役であった深江庄左衛門の子として生まれる。父と共に家業を営んでいたが、1714年（正徳4年）に父が流罪を受けたことにより、その責任で家業を辞した。
後に父と親交のあった同じ商人の中村内蔵助を通じて、その庇護者であった尾形光琳の門人となった。光琳に師事している時には琳派の作品だけでなく、俵屋宗達が描いた作風の宗達派もよくした。後に光琳の作風を受け継いだ草花図等を描き、琳派における代表的な画家となった。

## 主な作品

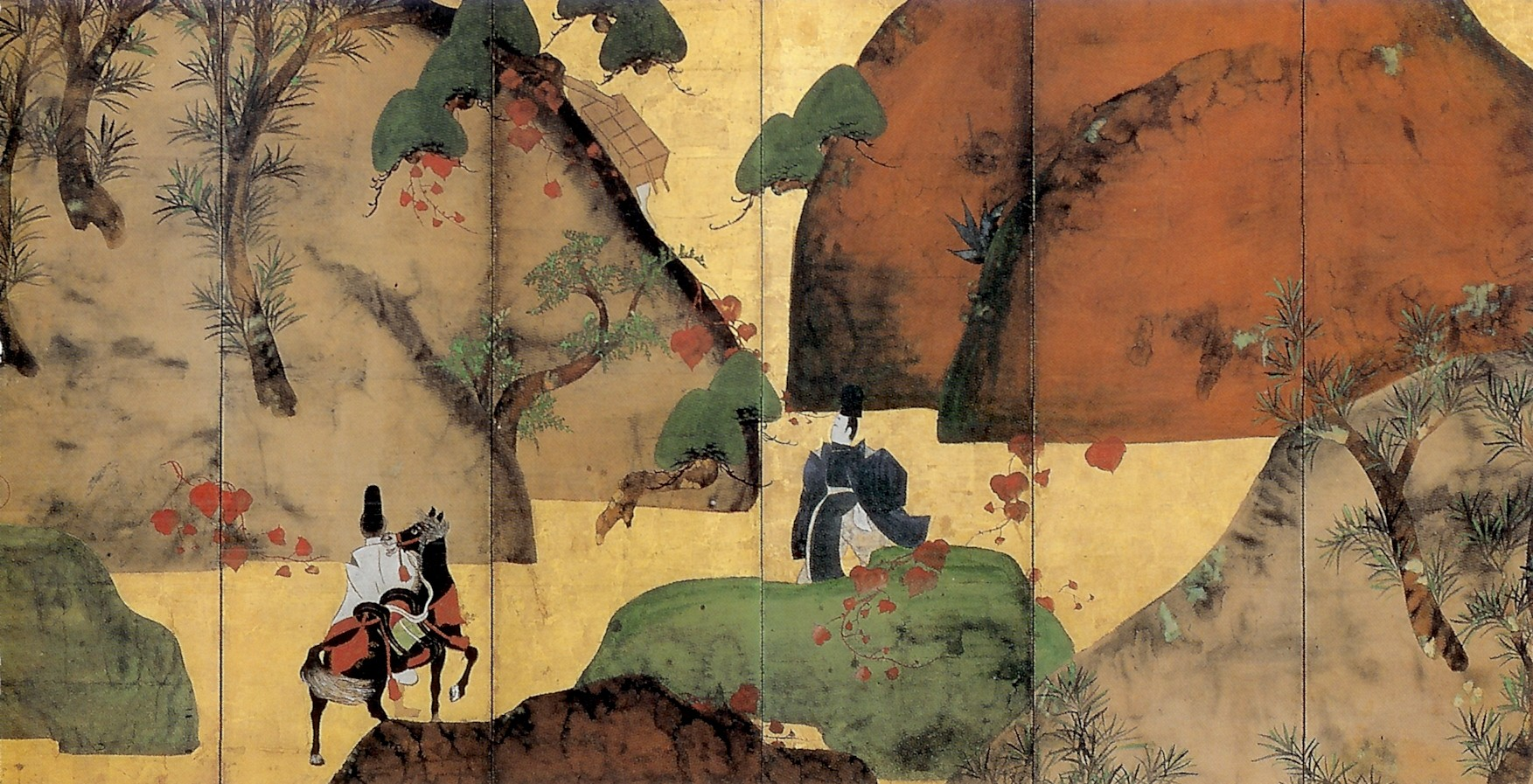
蔦の細道図（東京国立博物館蔵、重要文化財）

### 代表的な作品
- 『蔦の細道図屏風』- 俵屋宗達の手法を利用。現在は東京国立博物館及びクリーブランド美術館が所蔵している。

### その他の作品
- 『伊勢物語色紙』
- 『四季草花図屏風』